# Parallelia duplicata
Parallelia duplicata är en fjärilsart som beskrevs av Robinson 1975. Parallelia duplicata ingår i släktet Parallelia och familjen nattflyn. Inga underarter finns listade i Catalogue of Life.